# Carsten Borchgrevink
Carsten Borchgrevink (ur. 1 grudnia 1864 w Christianii, zm. 21 kwietnia 1934 w Oslo) – norweski naukowiec, polarnik.
Ukończył Kolegium Gjestern, a później studiował historię naturalną w Royal College w Tharandt. Powrócił do kraju w 1888, a następnie wyemigrował do Australii, gdzie pracował w zespole ratowniczym w Queensland i Nowej Południowej Walii. W latach 1892–1894 studiował językoznawstwo i historię naturalną w Coeerwull Academy w Bowenfels.
W roku 1895 na pokładzie statku wielorybniczego Antarctic dotarł do Przylądka Adare’a na Ziemi Wiktorii – w ten sposób jako pierwszy wylądował na Antarktydzie. Z wyprawy przywiózł liczne próbki skał i porostów.
W latach 1898–1900 dowodził wyprawą do Antarktyki. W 1899, wraz z dziewięcioma towarzyszami, po raz pierwszy spędził zimę na Antarktydzie. Po zakończeniu wyprawy, w 1902 roku udał się na Martynikę, gdzie obserwował skutki wybuchu wulkanu Pelée.